# Ada Kaleh

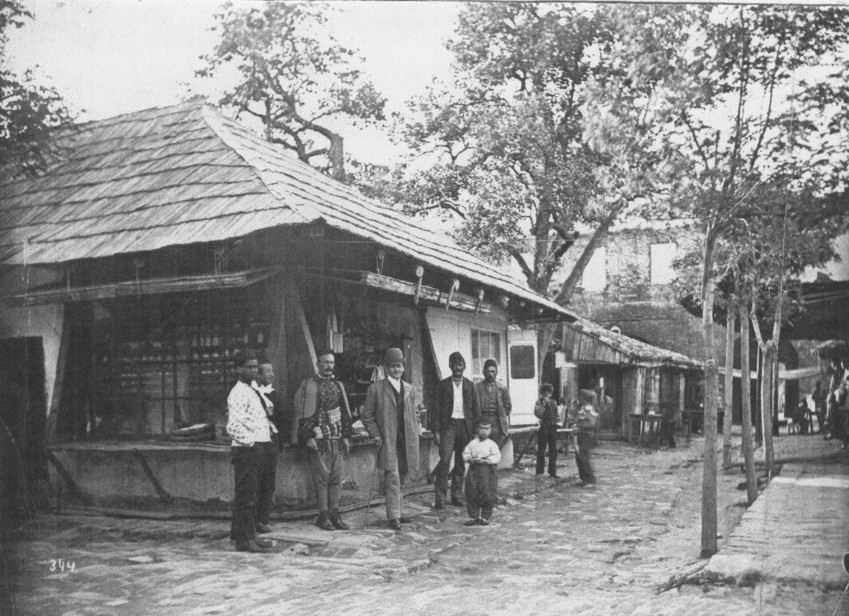
El bazar de la isla de Ada Kaleh.

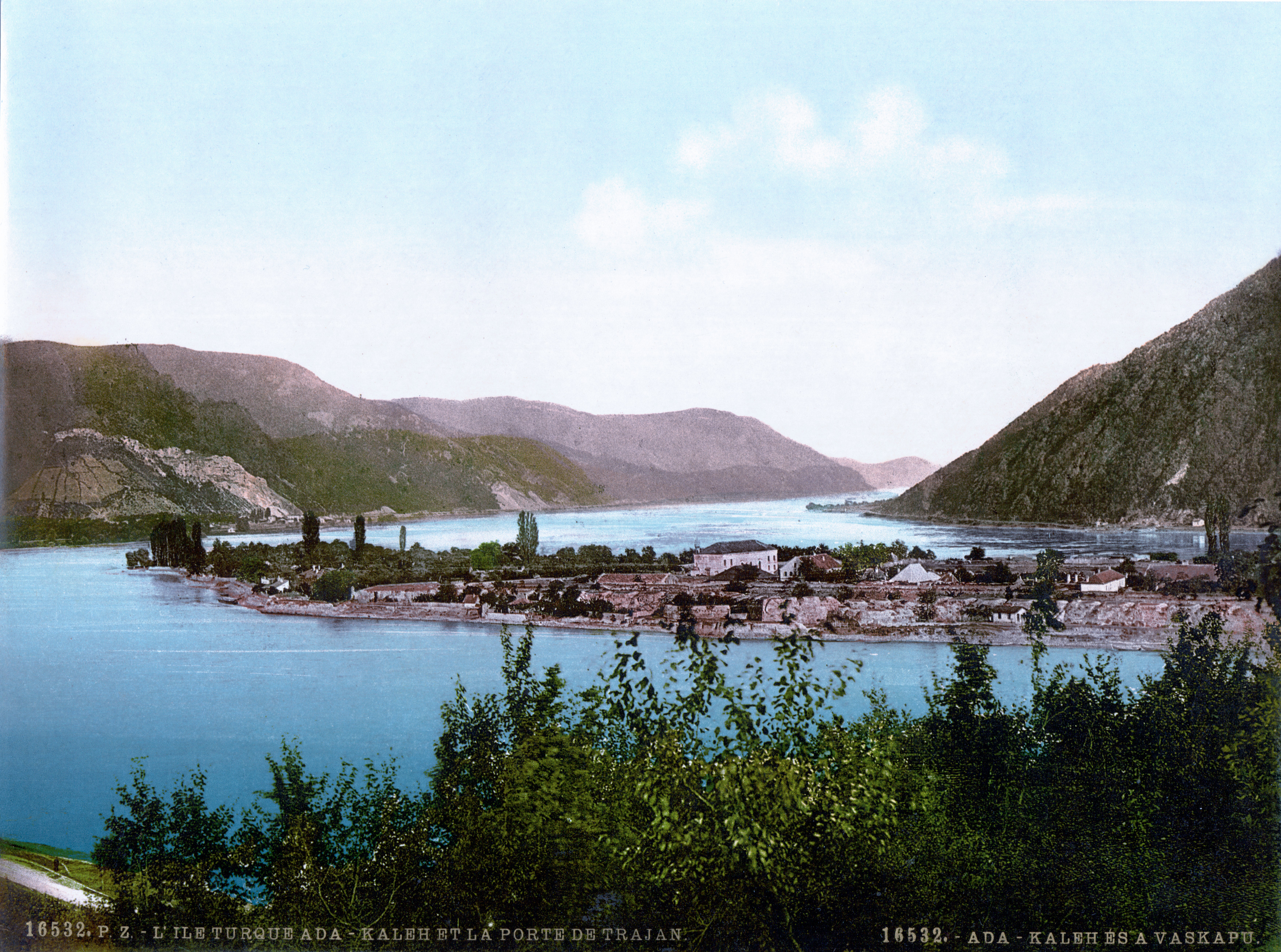
Vista de la isla de Ada Kaleh.

Ada Kaleh (turco Adakale ("Isla Fortaleza"), serbio, Адакале, Adakale) era una pequeña isla en el Danubio poblada por Pueblo turco que quedó sumergida durante la construcción de la central hidroeléctrica de las Puertas de Hierro en 1970. La isla estaba alrededor de 3 km corriente abajo desde Orșova y medía 1,75 por 0,4-0,5 km.
La isla de Ada Kaleh es probablemente la víctima más evocada de la construcción de la presa de las Puertas de Hierro. Como enclave turco, tiene una mezquita y callejones retorcidos y era conocido como un puerto libre y un nido de contrabandistas. También vivieron allí otros grupos étnicos, además de los turcos.

## Historia
En 1699 la isla pasó a control turco. Desde 1716 hasta 1738 fue austriaca cuando se construyó la fortaleza de Nueva Orshova por Nicolaus Doxat de Demoret. Después de un asedio que duró cuatro meses en 1738 fue de nuevo turca, seguida por la reconquista austriaca en 1789, sólo para entregarlo de nuevo a los turcos en el tratado de paz de Sistova. De ahí en adelante, la isla perdió su importancia militar.
En 1804, durante la Primera Insurrección Serbia los rebeldes serbios, liderados por Milenko Stojković, cogieron y ejecutaron los dahias, quienes habían huido desde Belgrado y se refugiaron en la isla. Fue la opresión que llevaron los dahias los que fueron causa directa de la insurrección.
El congreso de Berlín de 1878 obligó al Imperio Otomano a retirarse hacia el sur, y la isla pasó a control de Austria-Hungría, aunque siguió siendo la propiedad del sultán turco. Los habitantes disfrutaron de exención de impuestos y no sufrieron conscripción. En 1923, Ada Kaleh fue entregado a Rumania con el tratado de Lausana.
La mezquita de Ada Kaleh se remonta al año 1903 y fue construida en el lugar en el que antes hubo un monasterio franciscano. La alfombra, un regalo del sultán turco, se conserva en la mezquita de Constanza desde el año 1965.
La población vivía principalmente del cultivo de tabaco y la pesca, más tarde del turismo. En sus últimos años de existencia, la isla tenía entre seiscientos y mil habitantes.
Con la construcción de la presa, parte de las estructuras construidas en las islas se trasladaron a la cercana isla Şimian, incluyendo parte de la albañilería de las catacumbas de la fortaleza, la mezquita, el bazar, la casa de Mahmut Pasha, el cementerio y varios objetos. Sin embargo, la comunidad de Ada Kaleh decidió emigrar a Turquía tras la evacuación de la isla en lugar de reasentarse en la isla Şimian. También, una parte pequeña fue a Dobruja, otro territorio rumano con una minoría turca, de manera que la reconstrucción de la "Nueva Ada Kaleh" nunca se acabó.

## Literatura
Ada Kaleh desempeña un papel importante en la novela de uno de los más famosos autores húngaros, Mór Jókai. En la novela El hombre dorado (Arany ember), publicada en 1872, Ada Kaleh es calificada como la "Isla de Nadie" y se convierte en un símbolo casi mítico de paz, seclusión y belleza, yuxtapuesto al mundo exterior.